# Cynorkis sororia
Cynorkis sororia är en orkidéart som beskrevs av Rudolf Schlechter. Cynorkis sororia ingår i släktet Cynorkis, och familjen orkidéer. Inga underarter finns listade i Catalogue of Life.